# Туризм у Північній Македонії

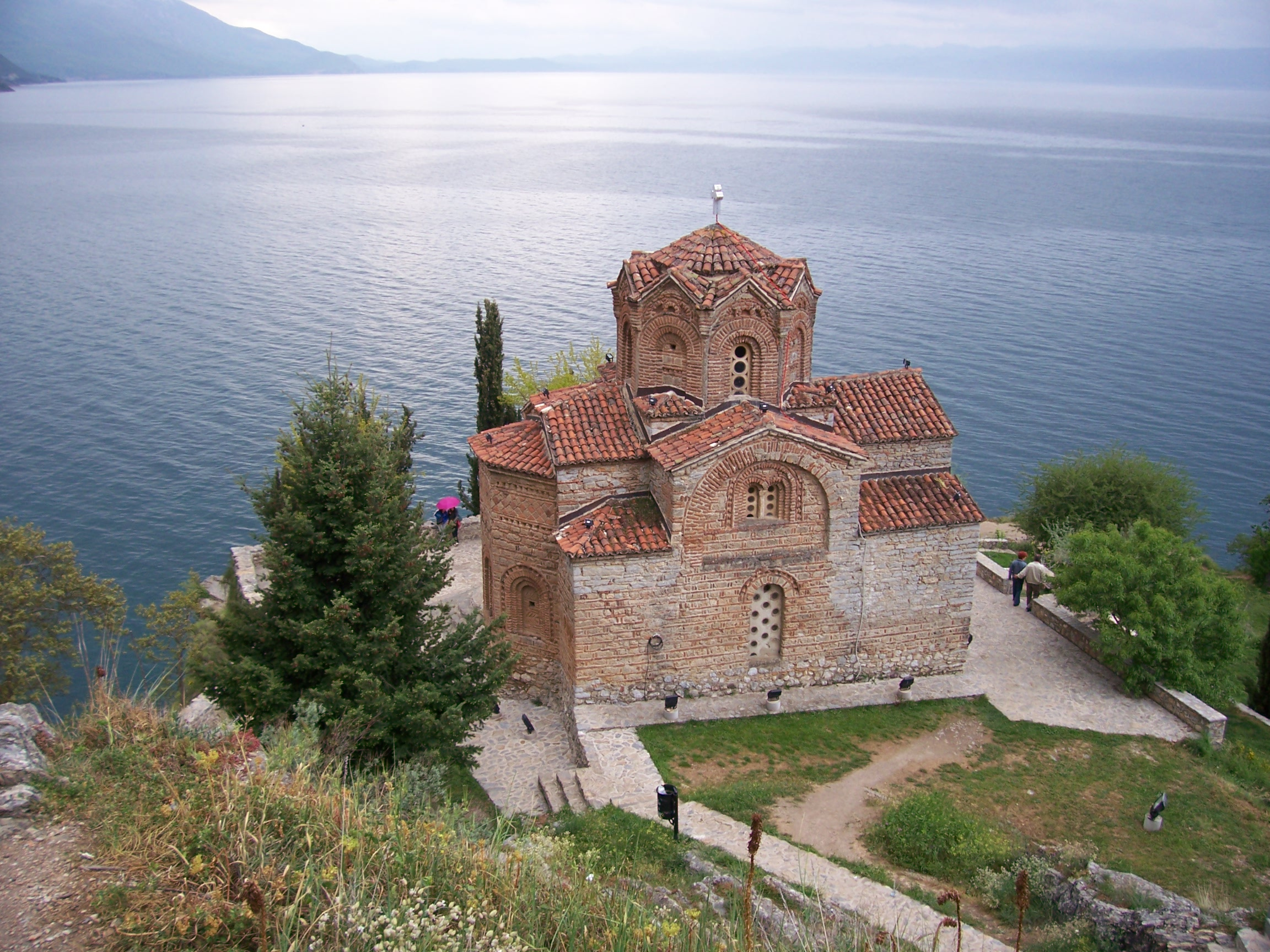
Храм Святого Івана в Канео. Краєвид Охридського озера

Туризм у Північній Македонії — важливий фактор економіки країни. У країні є багато природних і культурних пам'яток, що робить її привабливою для туризму.
2014 року країну відвідало близько 735 650 туристів.

## Статистика
Число туристів, що прибувають до Північної Македонії з-за кордону, постійно зростає — з березня 2008 року порівняно з березнем 2007 року — на 44,7 %. Кількість внутрішніх туристів у період від січня до березня 2008 року порівняно з аналогічним періодом минулого року, зросла на 23,5 %.
Найбільше число туристів у 2012 році відвідали південно-західні райони країни (251 462), за ними — місто Скоп'є (164 077), південно-східні райони (106 978). У Пелагонії побувало 72 054 туристи.
Іноземних туристів у 2012 році найбільше прибуло з Туреччини (50 406), Греції (43 976), Сербії (36 530) і Нідерландів (27 000).

## Економічний впливу туризму
У 2021 році Північна Македонія зафіксувала 294 000,00 туристів, та посідає 85 місце у світі в абсолютному вираженні.
Порівнявши кількість туристів із населенням Північної Македонії, дані свідчать про те що на 1 місцевого жителя припадає  0,14 туриста, за цим показником Північна Македонія посідає 77 місце у світі. У Південній Європі вона посіла 13 місце.
У 2021 році лише в туристичному секторі Північна Македонія заробила близько 387,00 мільйонів доларів США. Це відповідає 2,9 відсотка валового внутрішнього продукту та приблизно 0,1 відсотків усіх надходжень від міжнародного туризму в Південній Європі.
Це вказує на низький розвиток туризму у Північній Македонії, в’їзних туристів мало і надходжень також.

## Соціокультурний впливу туризму
Різке зростання туризму може негативно вплинути на стійкість дестинації та порушити життя місцевих жителів. Ця стаття досліджує прямі та непрямі зв'язки між факторами впливу туризму в контексті стійкості. 
Кожне з трьох середовищ сталого розвитку впливає на якість жителів Охріда життя з розвитком і присутністю туризму. З одного боку, респонденти дають найвищу оцінку негативним соціокультурним впливам. Отже, схоже, що найбільше на жителів впливає фактор «Деструктивна діяльність людини», що викликає високе невдоволення. Зокрема, нові об’єкти (туризм і житло) у старому центрі міста та вздовж берега озера, незаконне будівництво будівель тощо руйнують традиційну архітектуру в Охріді, дратуючи місцевих жителів і погіршуючи якість їхнього життя. Очевидно, негативні соціокультурні наслідки повинні бути предметом серйозної уваги в туристичній політиці місцевих органів влади. 
З іншого боку, соціально-культурні переваги виявляються фактором із середнім позитивним впливом. Тут передбачувані вигоди здебільшого випливають із вигод громади від туризму та туристів, а також потужності туризму, яка покращує можливості для покупок, ресторанів і розваг. Часто буває, коли жителі позитивно оцінюють той факт, що туризм позитивно впливає на послуги, які пропонує громада, підвищує інтерес до збереження місцевої культури і загалом покращує якість життя мешканців.

## Екологічний впливу туризму
На жаль, в Північній Македонії немає волонтерів, які б збирали сміття.. Сміття розкидане вздовж автошляхів і міських вулиць від центрального Скоп'є до берегів озера Охрид. Навіть у національних парках, таких як Пелістер, уздовж пішохідних стежок можна побачити залишки сміття або купи біля сміттєвих баків. Існує також понад 1000 незаконних звалищ, де сільські громади та села утилізують свої відходи.
Це безперечно бідна країна, де бракує інфраструктури. Штрафів за сміття практично немає. Але це не має нічого спільного з тим, щоб зберігати чистоту.
Зміна колективної свідомості місцевих жителів щодо прибирання, переробки та відповідальності за свої відходи – це сфера, де туризм може зробити свій внесок. Горан Яневський працює в партнерстві з експертами з турів малих груп у Македонії вже понад 20 років: "Туризм допомагає навчати людей і змінювати їхнє ставлення до прибирання сміття. Наші гіди часто організовують прибирання сміття, особливо в національних парках та на пішохідних стежках. Ми відкрито кампаніюємо за створення кращих умов. Наприклад, якби було більше призначених місць для пікніків з достатньою кількістю сміттєвих баків, люди б користувалися ними, а не їли де-небудь. Ми також намагаємося працювати з власниками гостьових будинків, з автозаправками та ресторанами, де ми зупиняємося під час подорожей по країні. Ми пояснюємо, що люди не повернуться, якщо побачать сміття повсюди. Все просто".
Ще одна проблема – пластикові відходи, в якій Північна Македонія відстає. Парадоксально, але питна вода з кранів доступна по всій країні, а джерельна вода в горах неймовірно свіжа і чиста. Проблема в тому, що групи туристів часто приїжджають без своїх пляшок для води. Місцеві гіди часто змушені пропонувати воду в пластикових пляшках. Так, можна використовувати їх повторно, але що трапляється, коли ви їдете? Більшість туристів не захочуть забирати своє сміття з собою, особливо побиту стару пластикову пляшку.
Малі групи місцевих жителів намагаються змінити ситуацію та змінити ставлення, але македонський уряд повинен взяти на себе контроль за проблемами утилізації відходів у країні. Можливо, якби вони перестали витрачати гроші на перетворення Скоп'є на кіч туристичної визначної пам'ятки, вони могли б звернути увагу на чистоту вулиць.

## Управління туризмом
Агенція з просування та підтримки туризму в Республіці Північна Македонія є установою, створеною урядом Республіки Північна Македонія. Основна функція Агенції з просування та підтримки туризму полягає в просуванні туристичних ресурсів Республіки Північна Македонія на зовнішніх ринках, а також у управлінні та підтримці проєктів, спрямованих на загальний розвиток туризму. АППТ була заснована в 2008 році відповідно до "Закону про створення Агенції з просування та підтримки туризму в Республіці Північна Македонія" ("Офіційний вісник" № 103/2008; 156/2010; 59/2012; 187/2013 і 41/2014).
Органами Агенції з просування та підтримки туризму є: Управлінська рада (складається з 7 членів) та Рада (складається з 15 членів). Уряд Республіки Північна Македонія дає згоду на Статут Агенції з просування та підтримки туризму, річну програму роботи та річний фінансовий план, тоді як Міністерство економіки контролює законність операцій Агенції з просування та підтримки туризму. Агенція з просування та підтримки туризму має два сектори: сектор просування та сектор підтримки.

### Правове регулювання
Закон про створення агентства з просування та підтримки туризму в Республіці Македонія 
Правила про внутрішню організацію агентства з просування та підтримки туризму в Республіці Македонія 
Правила про умови, спосіб і порядок організації пізнавальних поїздок іноземних туроператорів і журналістів до Республіки Македонія для потреб АППТ 
Статут агенції сприяння та підтримки туризму 
| Агентство з просування та підтримки туризму Республіки Північна Македонія |
| ------------------------------------------------------------------------- |
| APST - Скоп'є                                                             |
| АПСТ - Струга                                                             |
| Сектор підтримки туризму                                                  |
| Сектор по просуванню туризму                                              |

## Туристичні об'єкти

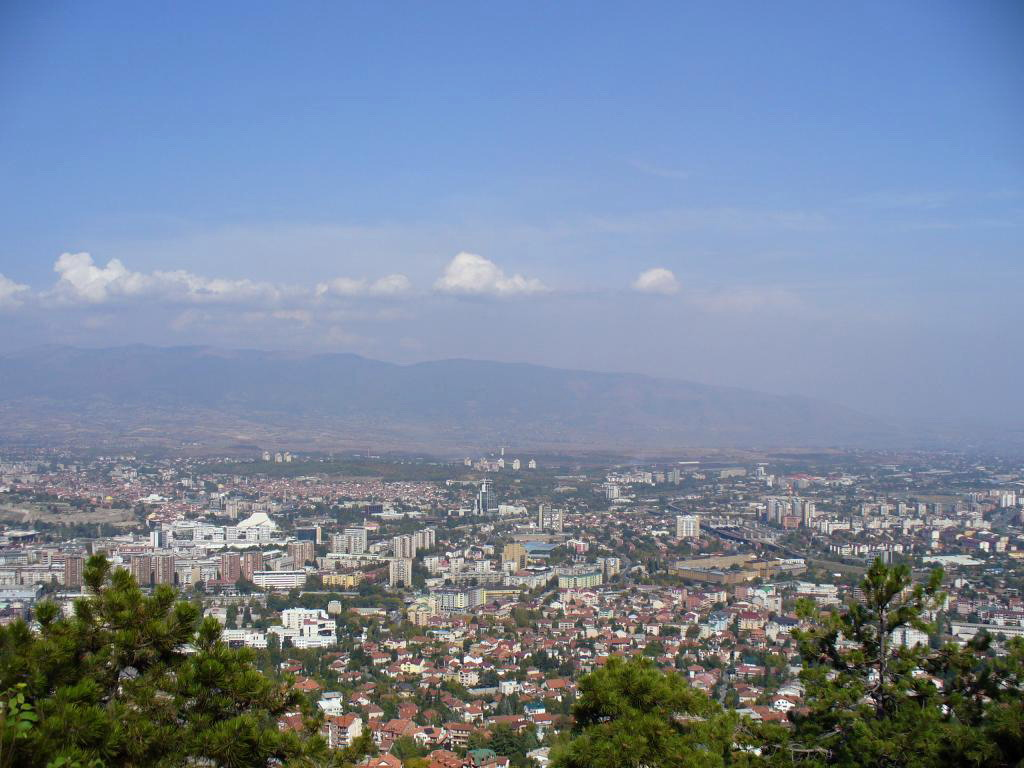
Скоп'є

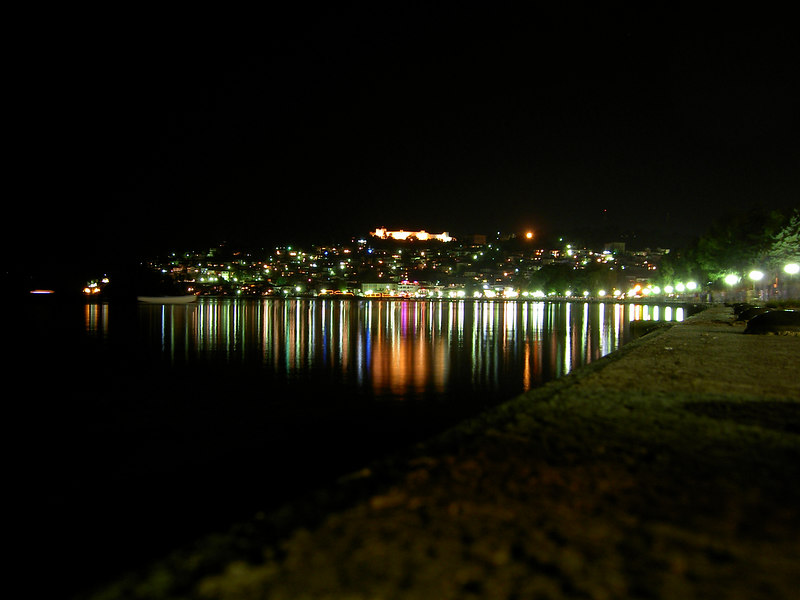
Охрид

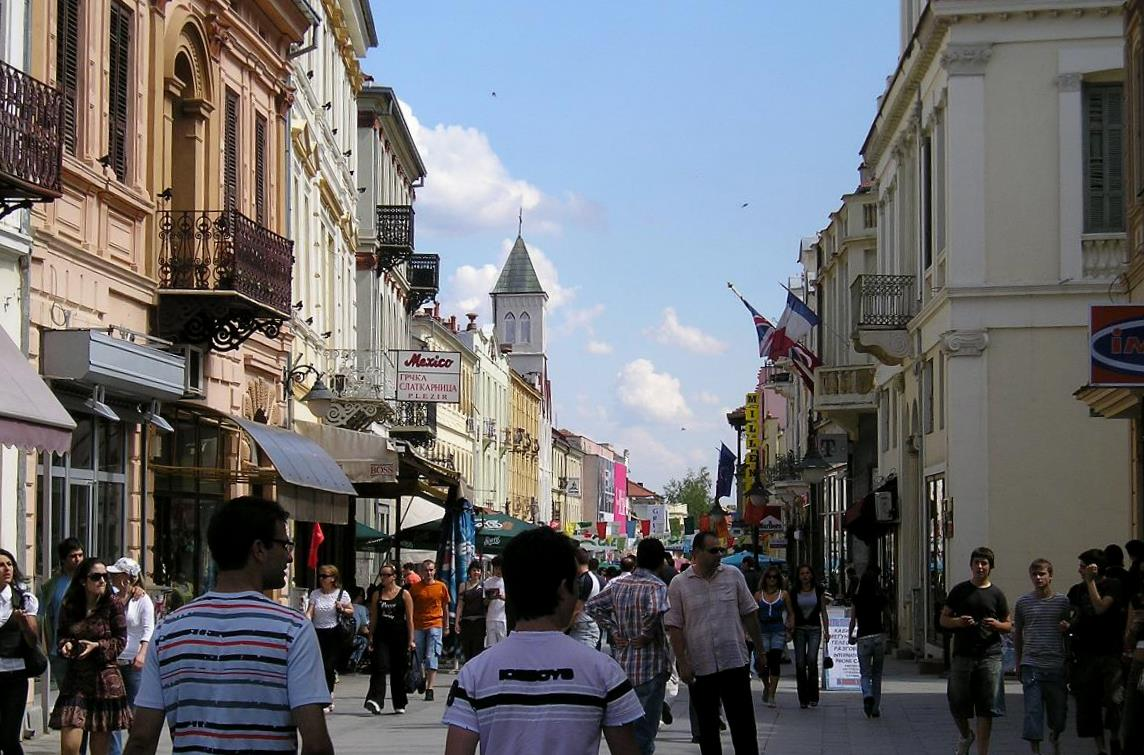
Битола

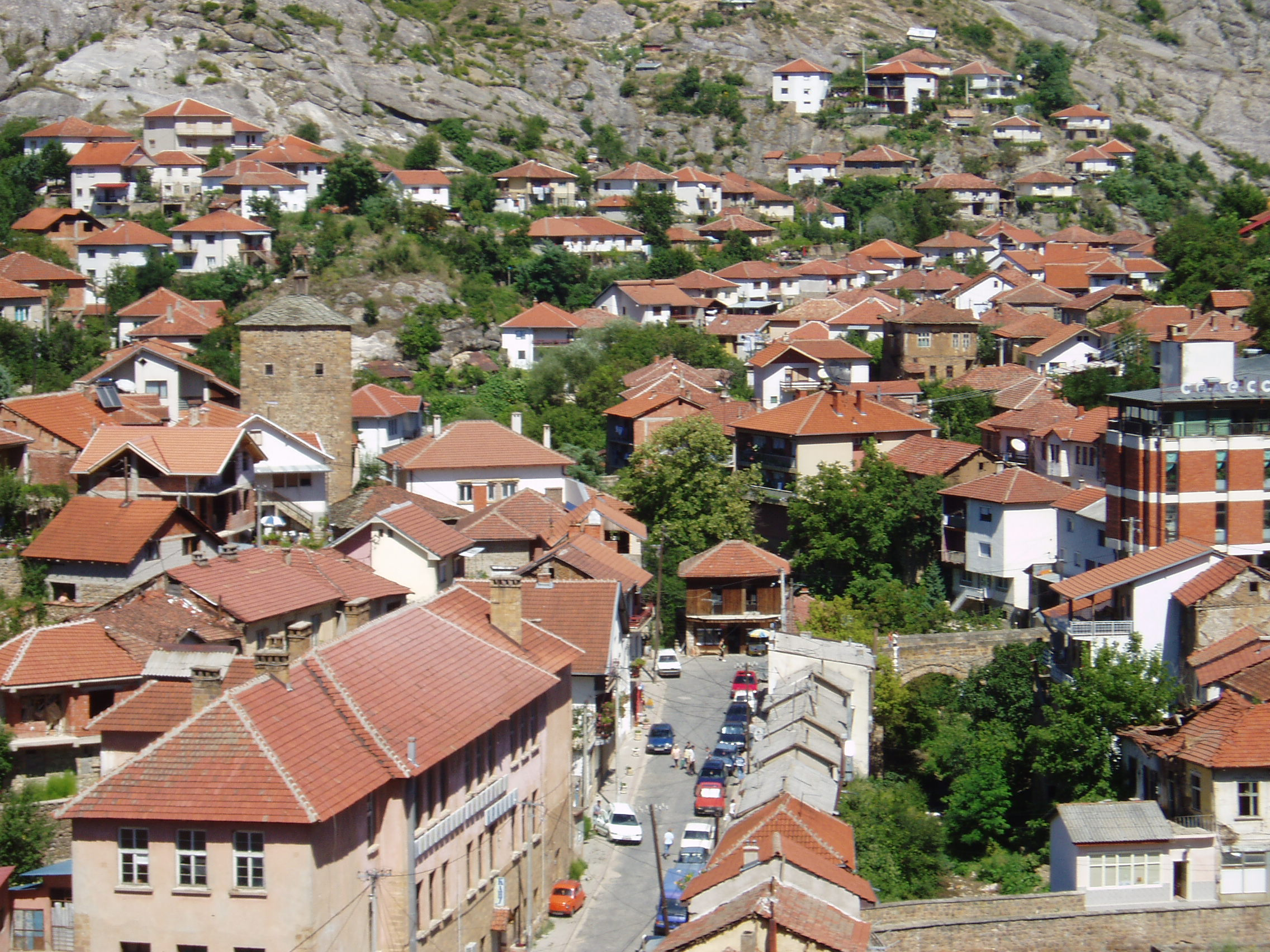
Кратово

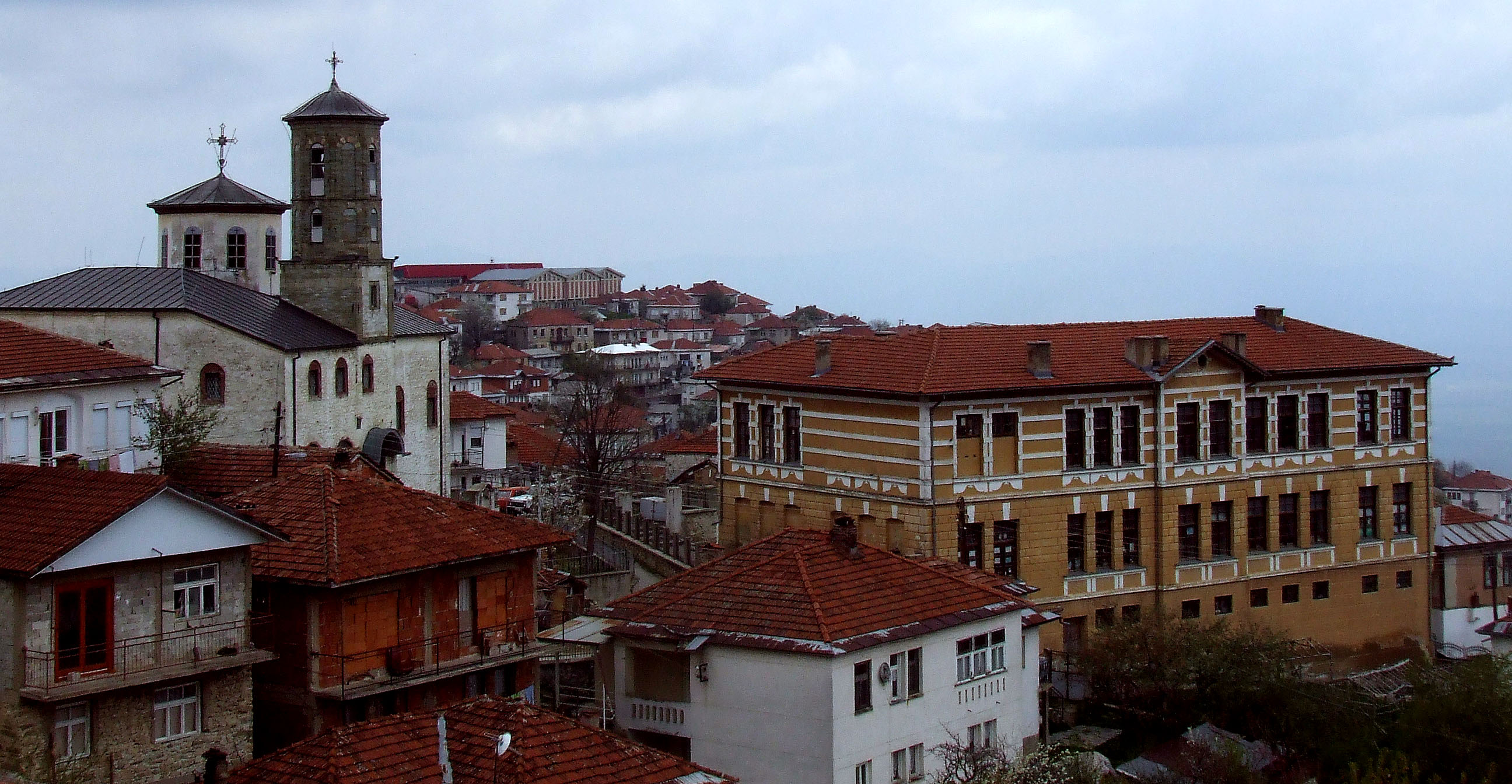
Крушево

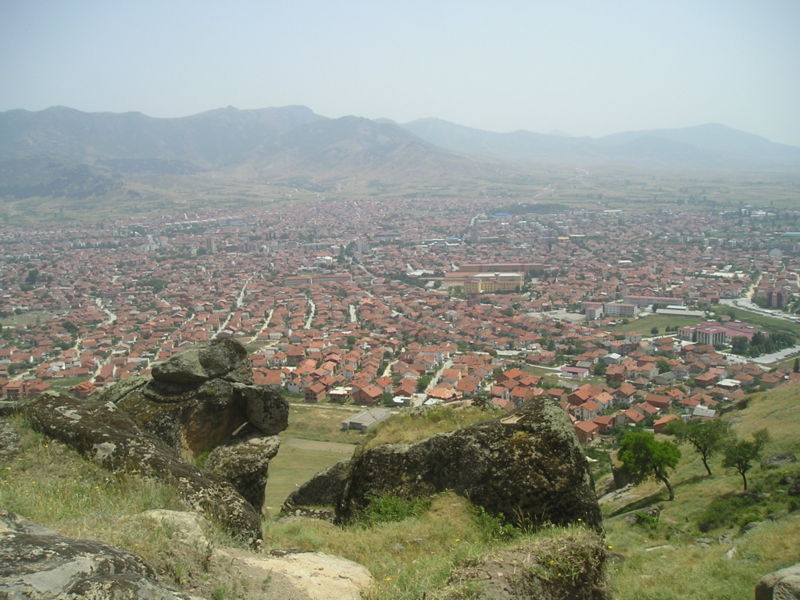
Прилеп

Найбільше приваблюють туристів такі місця:
- Скоп'є — столиця і найбільше місто країни, розташоване в її північній частині на річці Вардар. Скоп'є — стародавнє місто з великою кількістю археологічних пам'яток і музеїв.
- Охрид — об'єкт всесвітньої спадщини ЮНЕСКО, лежить у південно-західній частині країни на східному березі Охридського озера. Місто популярне серед туристів завдяки пляжам та сприятливим природним умовам. Охрид також має багато історичних пам'яток, таких як Самуїлова фортеця і Античний театр.
- Битола — друге за величиною місто, розташоване в південній частині країни. Бітола також має багату історію. Тут багато старих церков, музеїв.

В інших містах і населених пунктах країни, таких як Кратово, Прилеп, Струмиця і Струга, також багато визначних пам'яток.

## Національні парки і природні заповідники

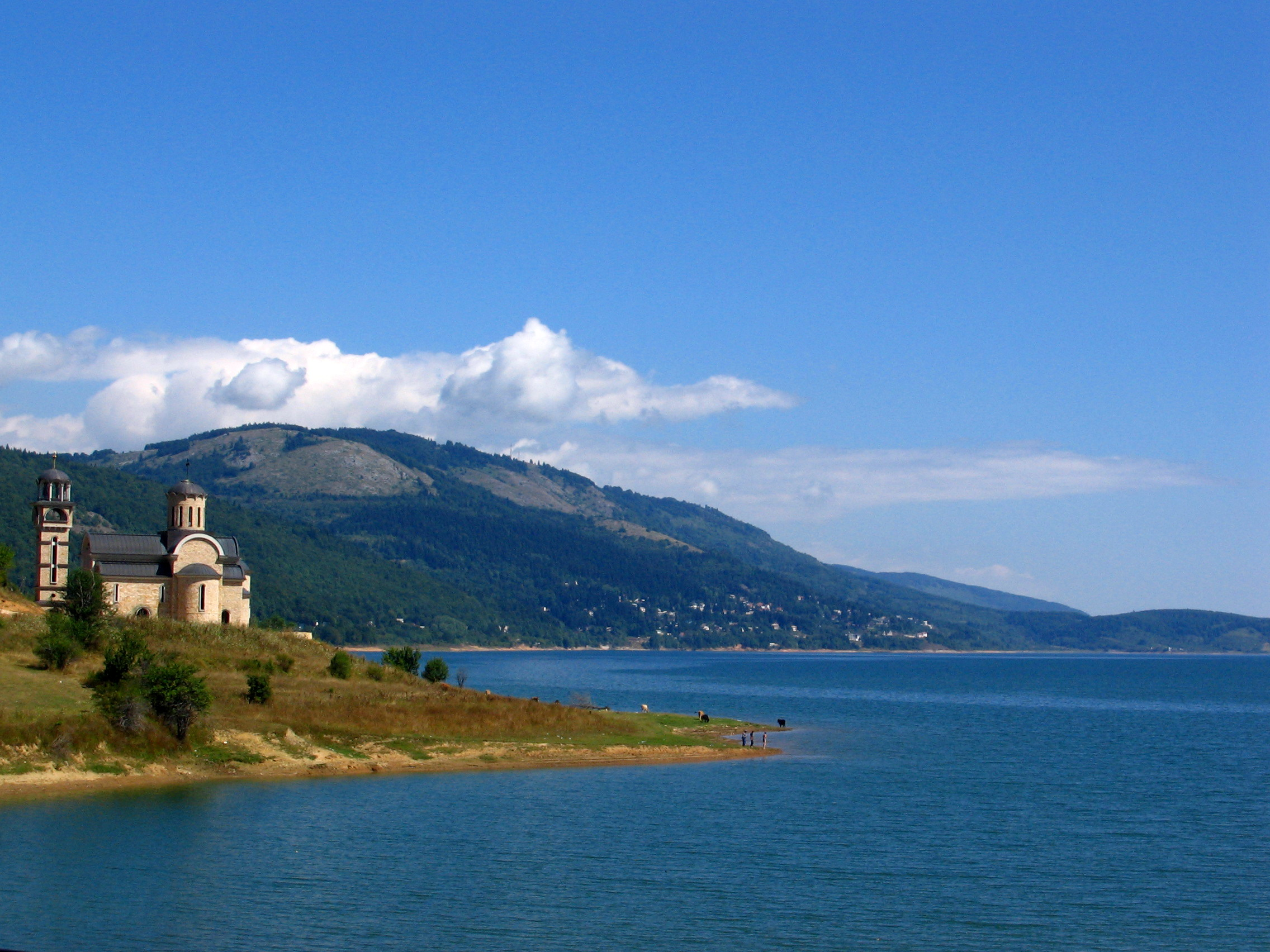
Мавровське озеро

Північна Македонія має три національних парки і 33 природних заповідники:
- Маврово — третій за розмірами національний парк, розташований у північно-західній частині країни, найбільший із трьох національних парків. Тут є річкові долини, ущелини, водоспади, печери та інші природні пам'ятки. Площа парку — 73 088 га. Територія парку від 1948 року перебуває під охороною. У парку лежать гірські масиви: Кораб (2764 м), Дешат (2375 м), частково — гірський масив Шар (2747 м), гірський масив Бистра (2163 м) і на півночі парку — масив Крчин[mk].
- Пелістер — найменший з трьох національних парків країни, розташований у південній частині країни, недалеко від Битоли. Парк охоплює територію, прилеглу до гори Баба. На вершині цієї гори лежать два льодовикові озера, відомі як «гірські очі».
- Галичиця — другий за величиною національний парк у країні, розташований між озером Охрид і озером Преспа. Парк є домом для безлічі видів флори і фауни.
- Пташиний озерний заповідник — природний заповідник, розташований на північному березі озера Преспа. Тут мешкає більш ніж 120 різних видів птахів[12].
- Тиквеш — природний заповідник, розташований за 30 км на південний схід від Кавардарців, займає площу близько 100 км2. У заповіднику водяться 23 види хижих птахів. Тиквеш вважається одним з найважливіших орнітологічних місць у Європі.
- Локви—Голево—Коняри — розташований недалеко від Крушева природний заповідник на місці колись величезного болота.

## Фестивалі в Північній Македонії
У країні проводяться такі фестивалі: Балканський фестиваль народних пісень і танців, щорічний Фестиваль фольклорної музики і танцю, фестиваль «Весілля», Міжнародний дитячий музичний фестиваль «Зірочки», міжнародний конкурс на озері Охрид.

## Галерея

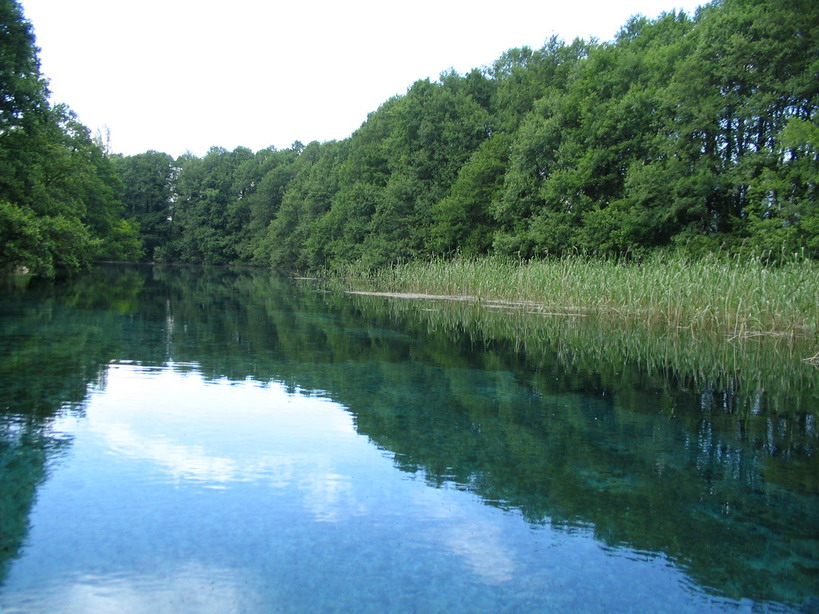
Річка Чорний Дрин
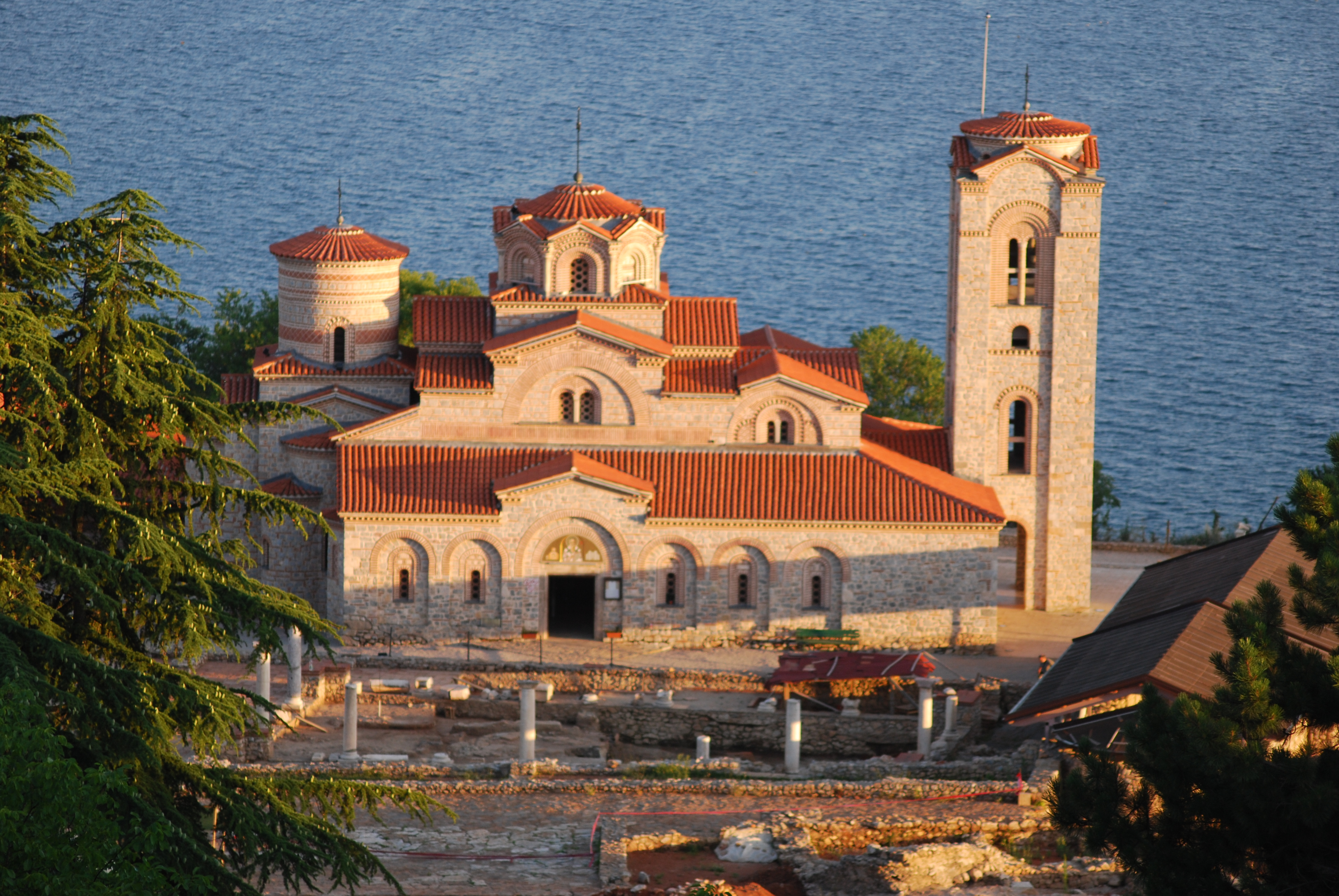
Храм Святого Пантелеймона. Охрид
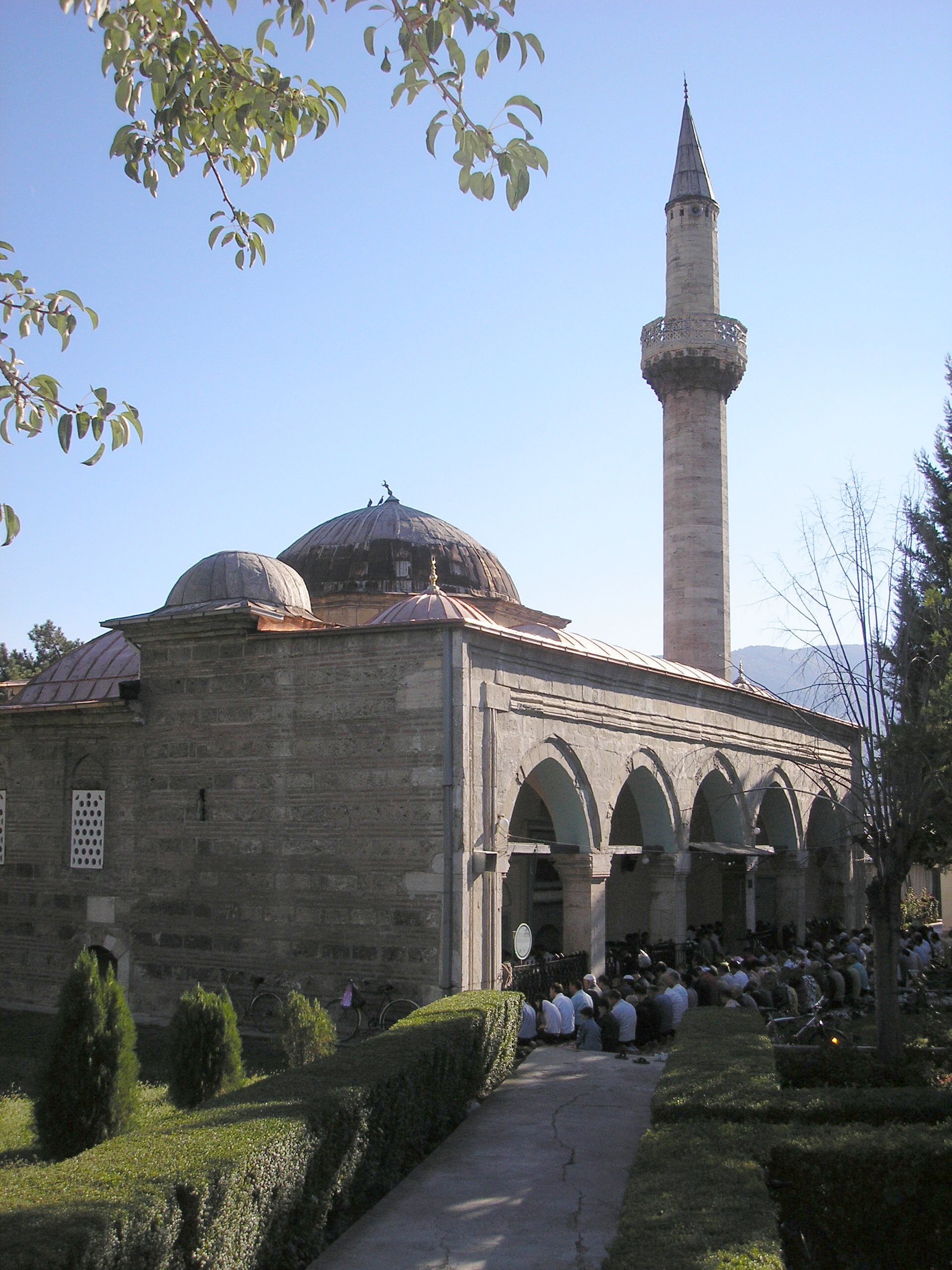
Мечеть у Скоп'є
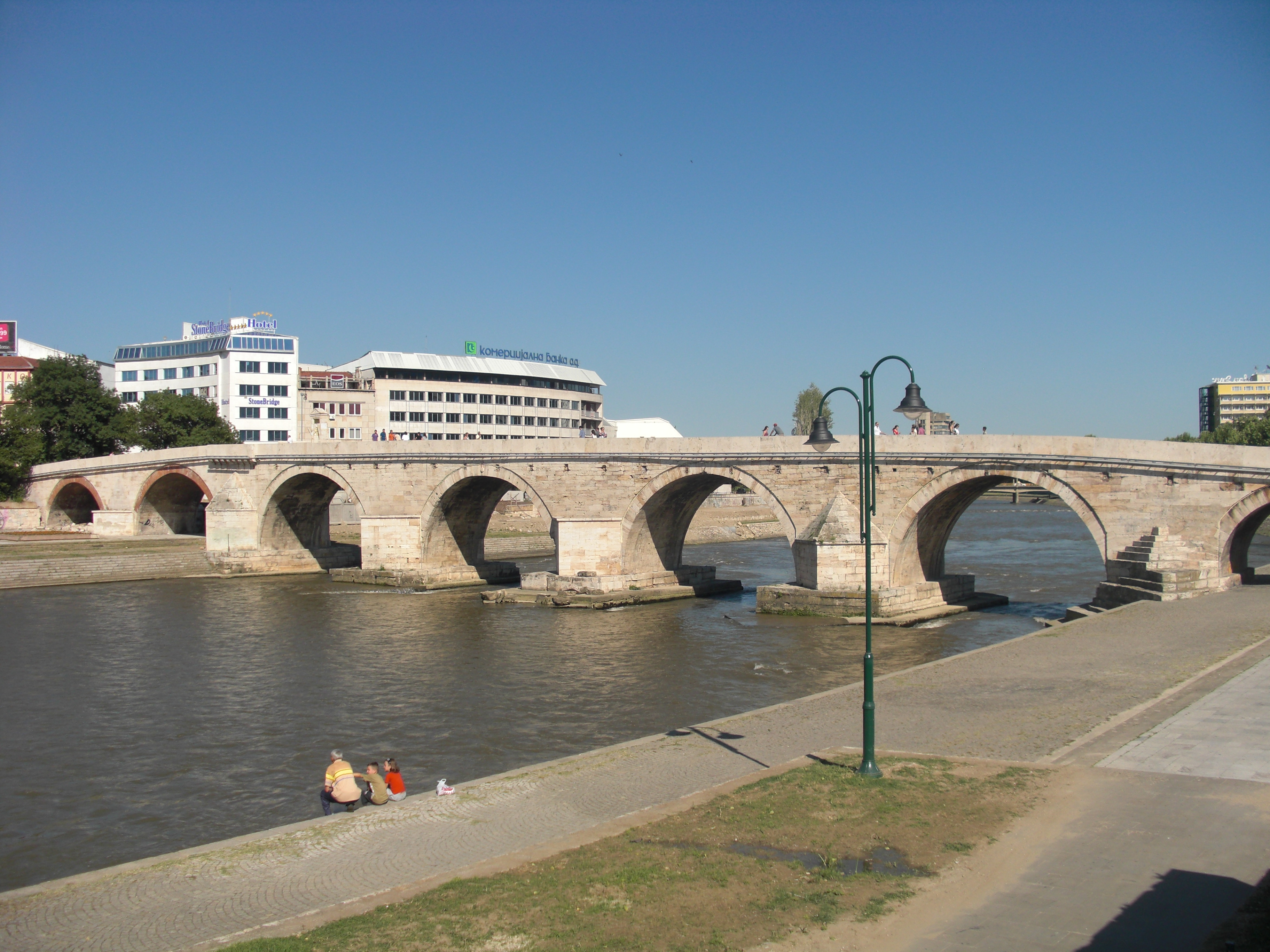
Міст в Скоп'є
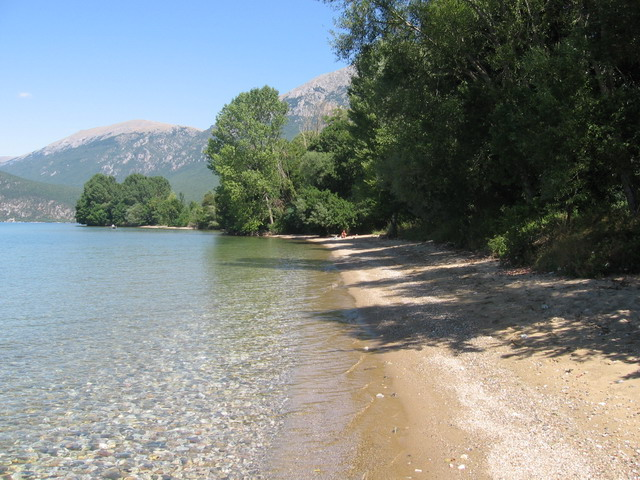
Пляж поблизу Охрида
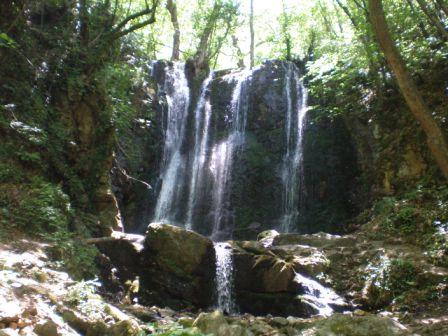
Водоспад у Колешині[mk]
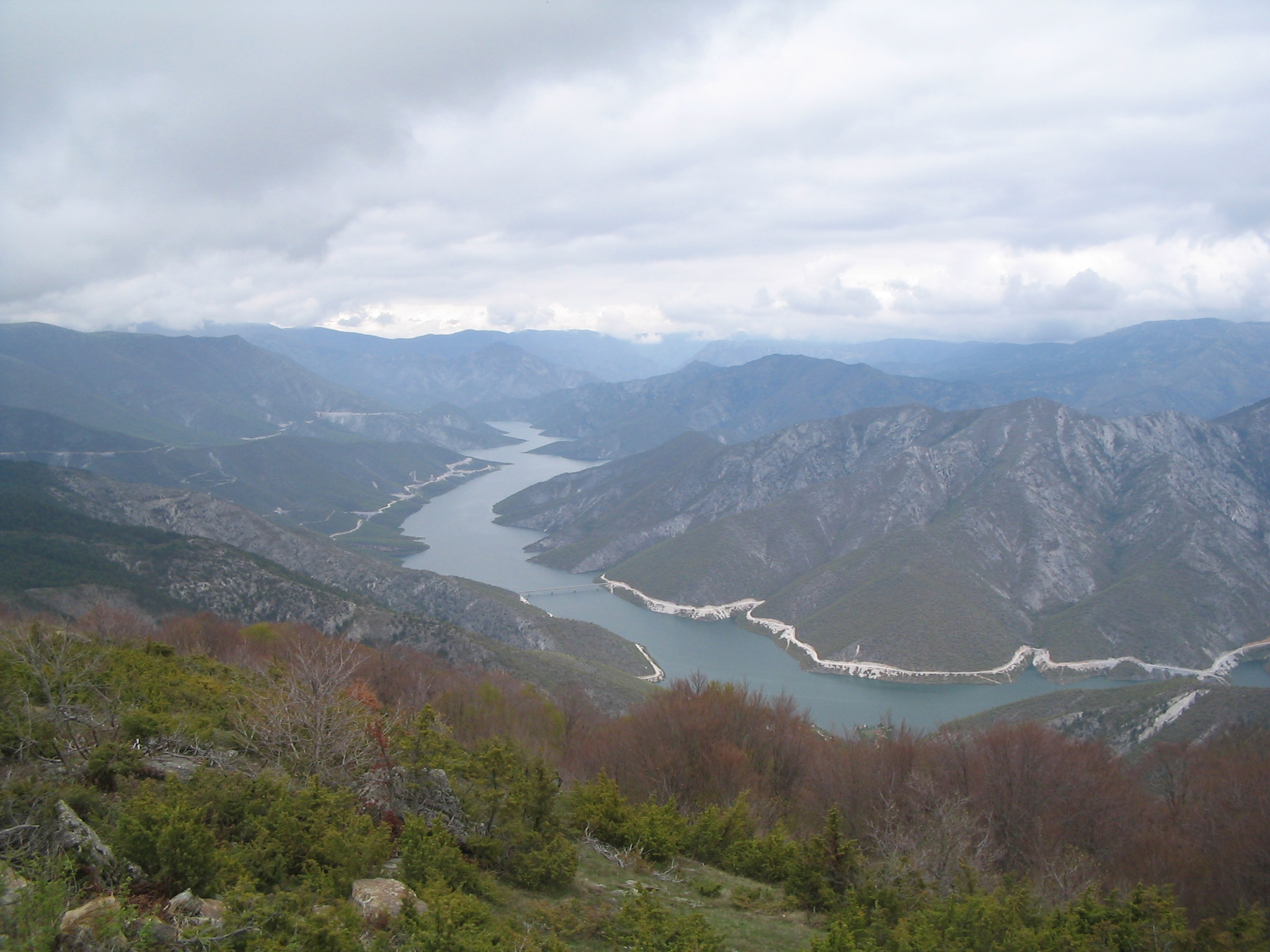
Козяцька гідроелектростанція
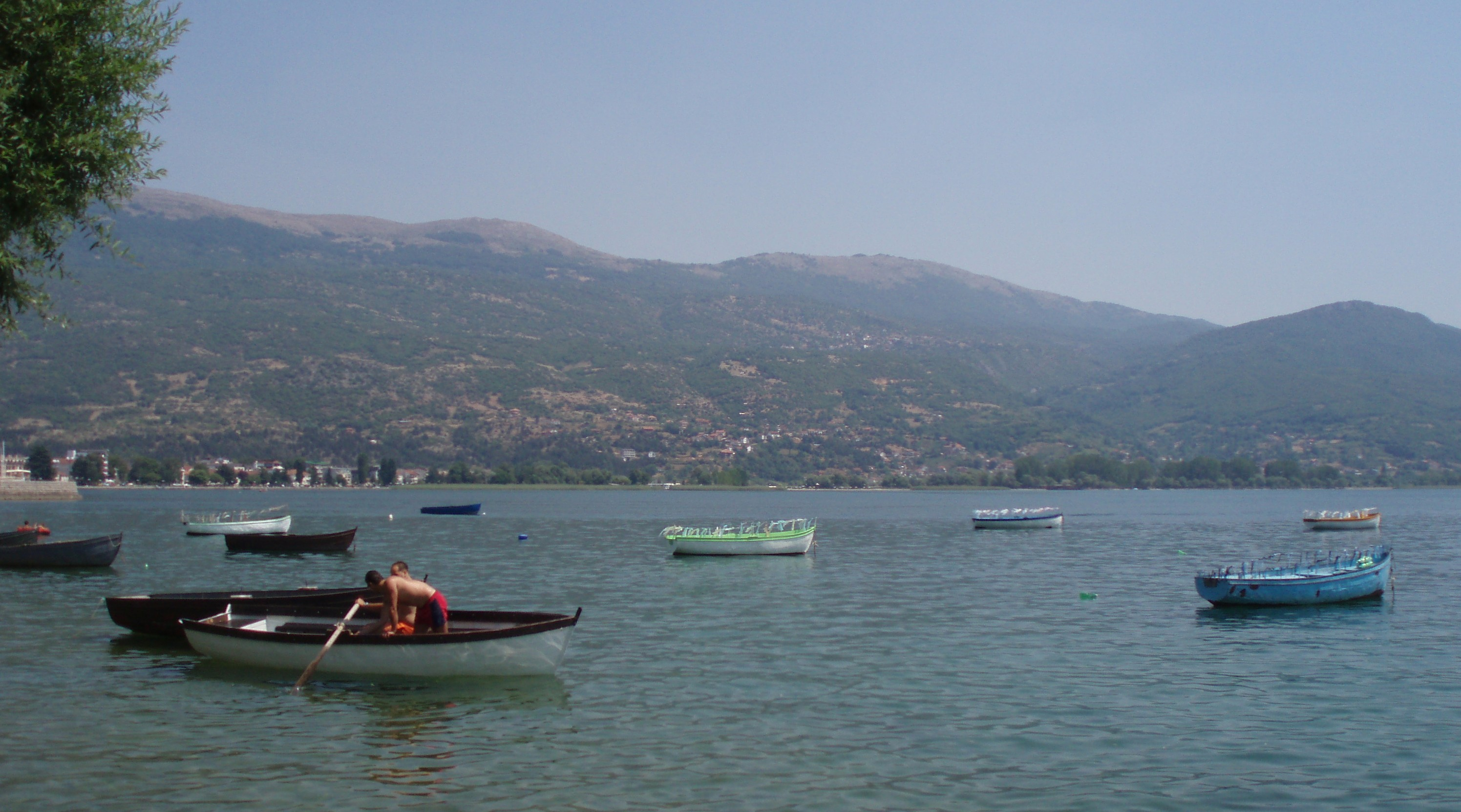
Озеро Охрид
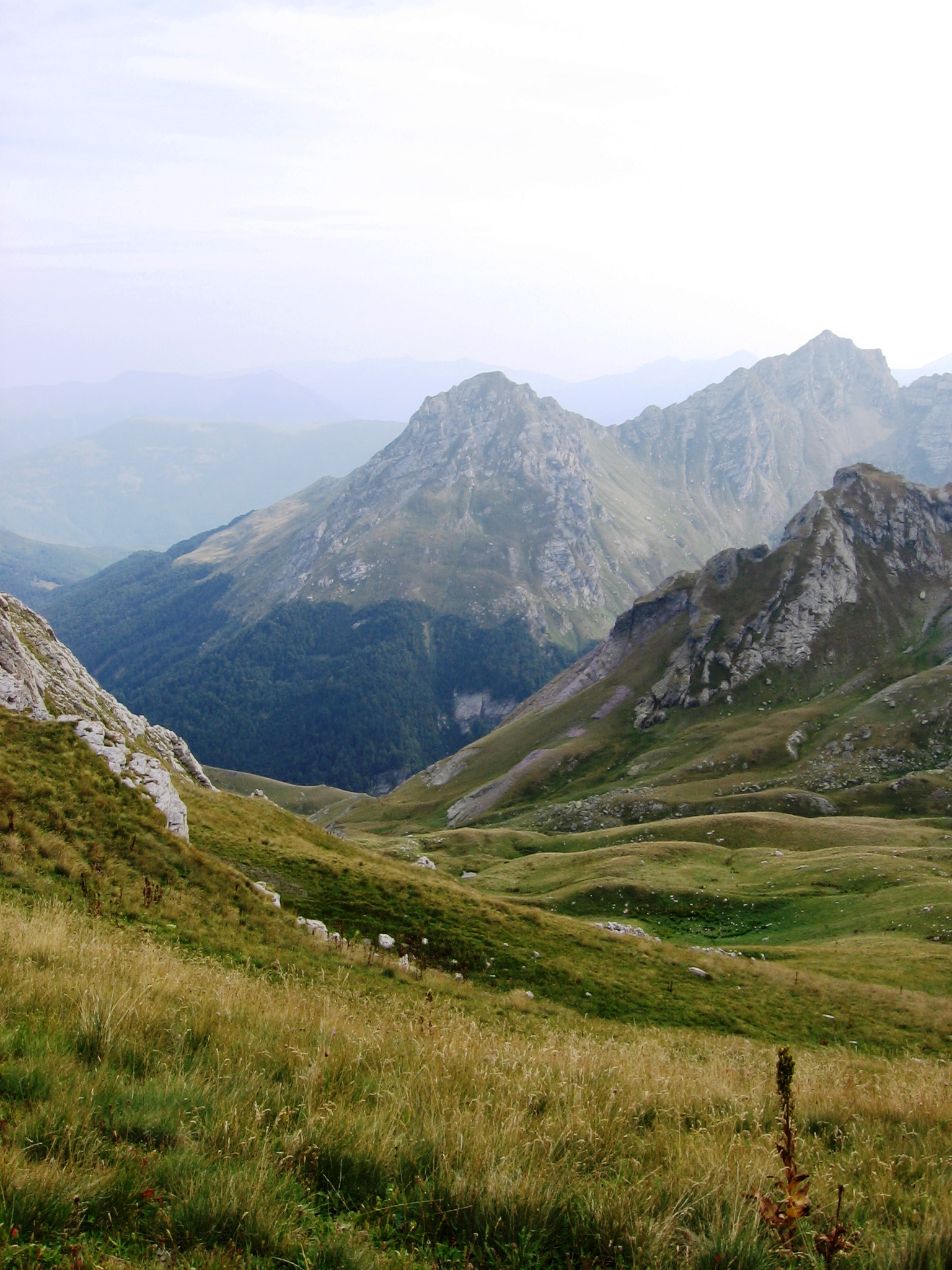
Гора Кораб
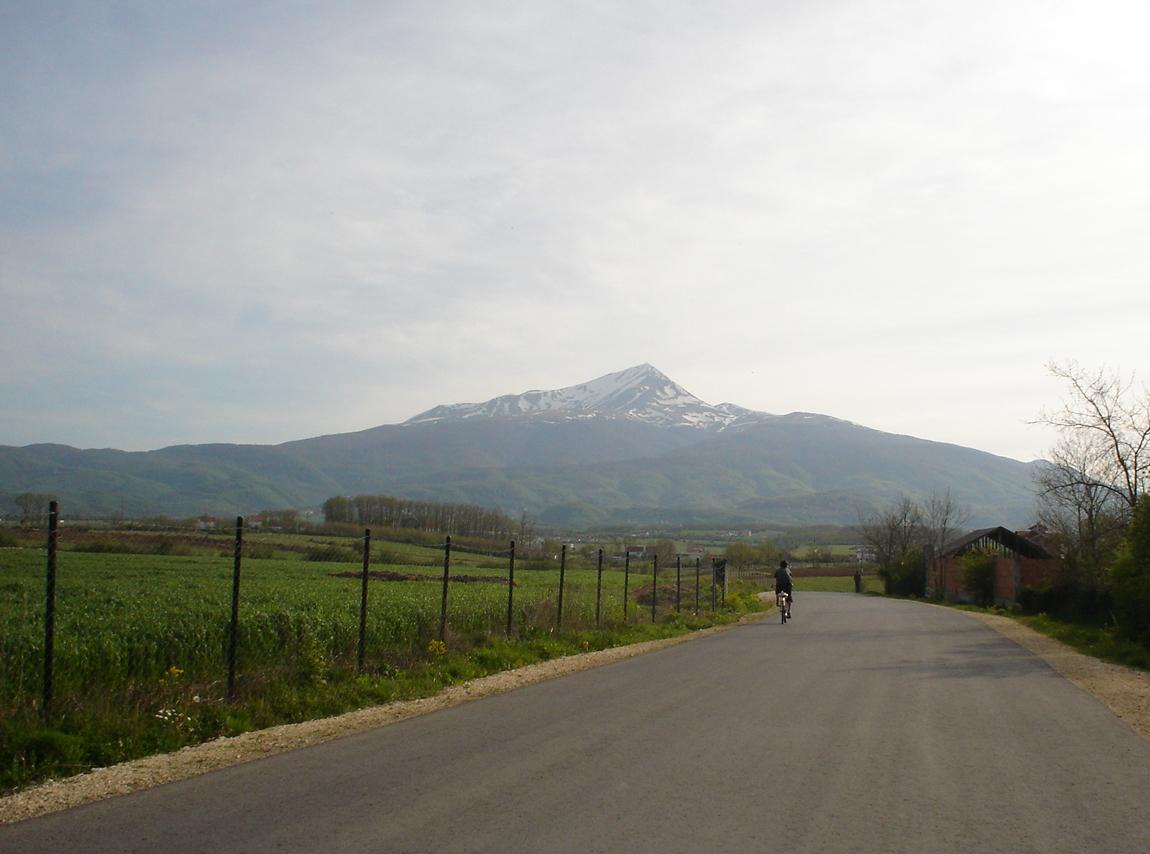
Люботен
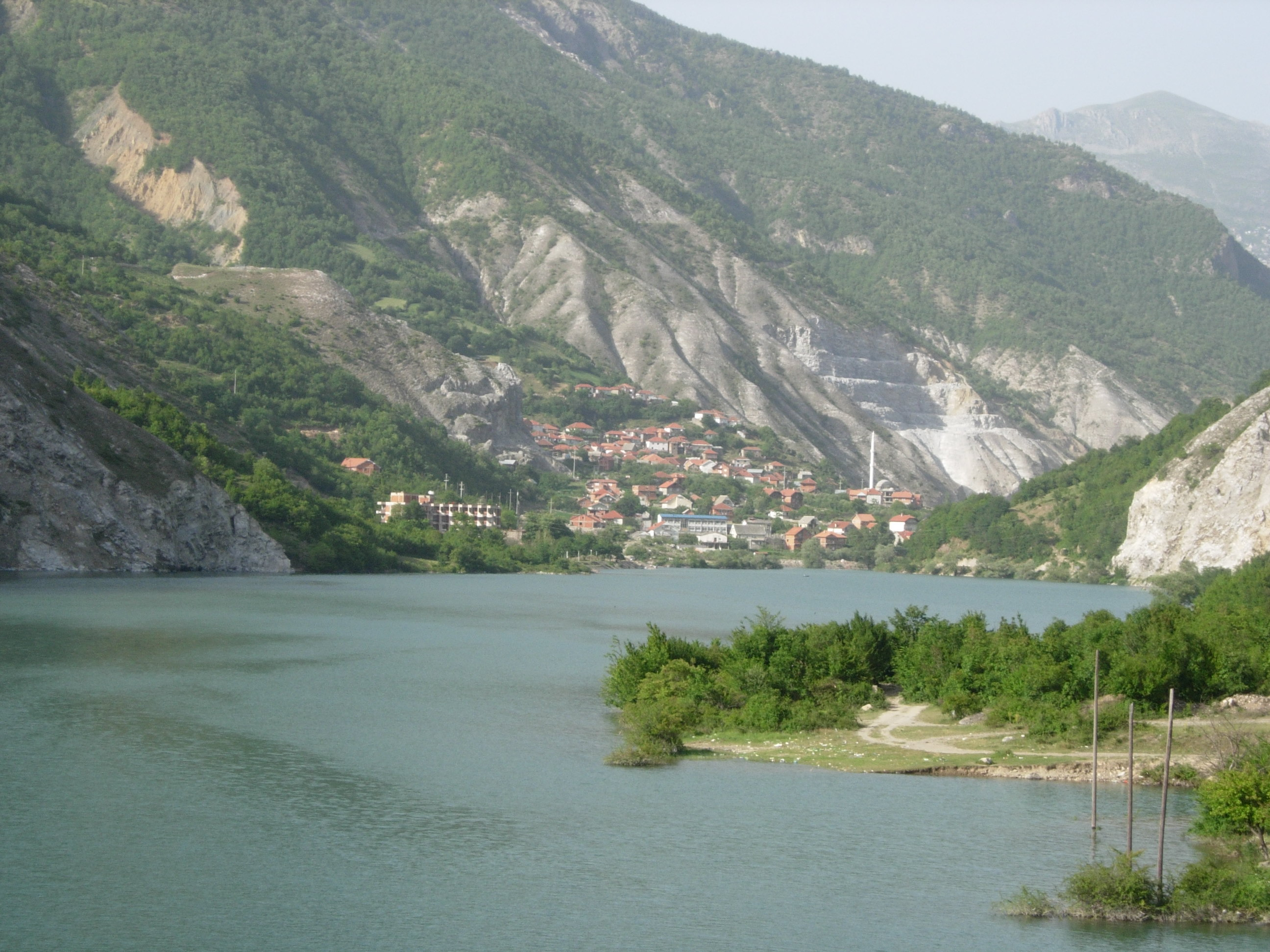
Річка Радика
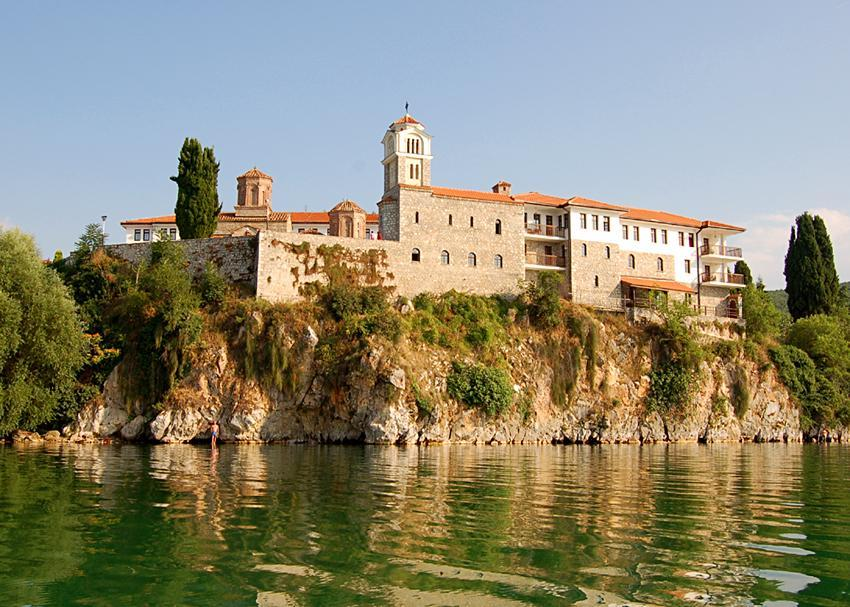
Монастир Святого Наума біля озера Охрид
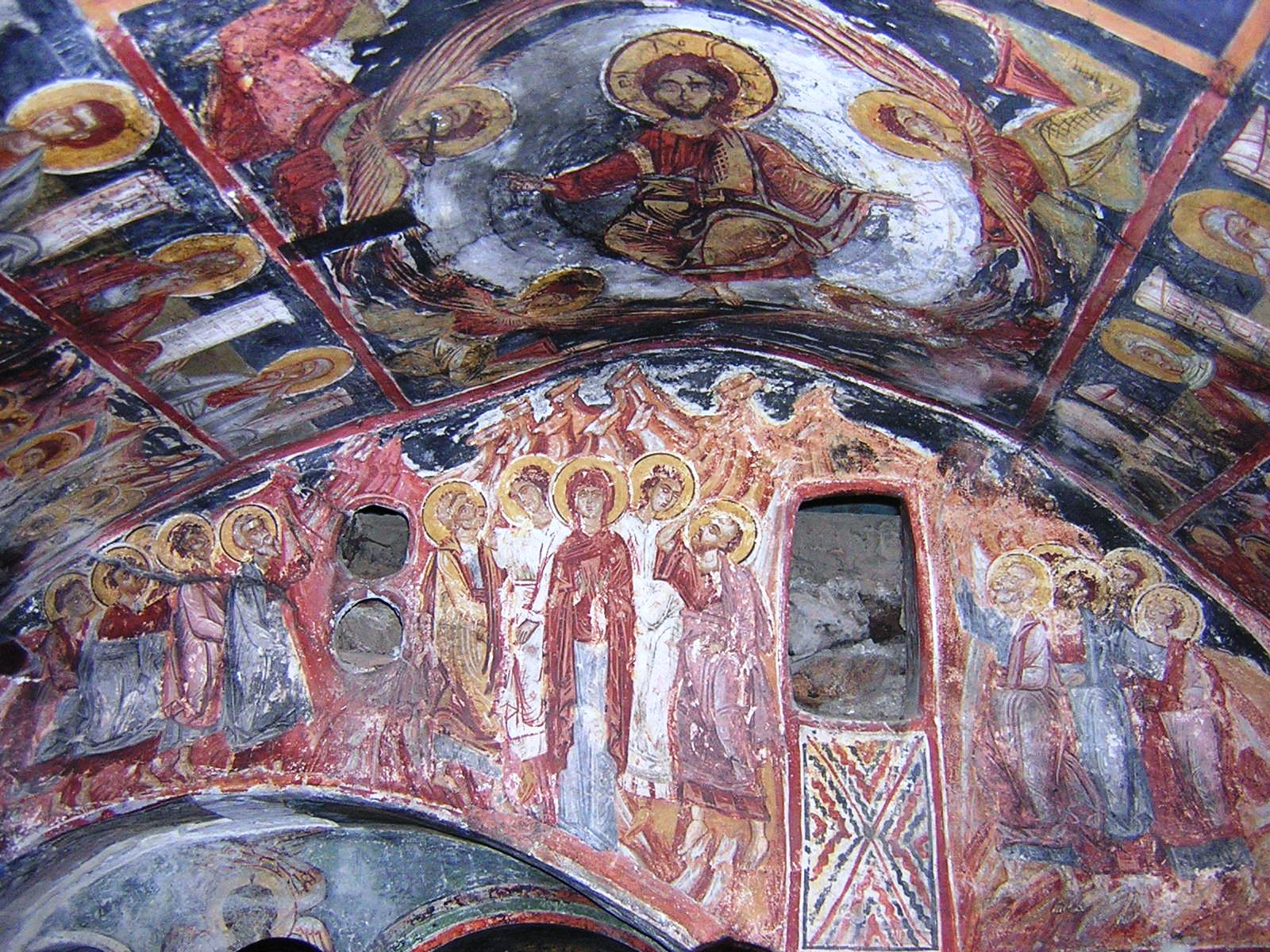
Фрески в храмі Святого Калісте
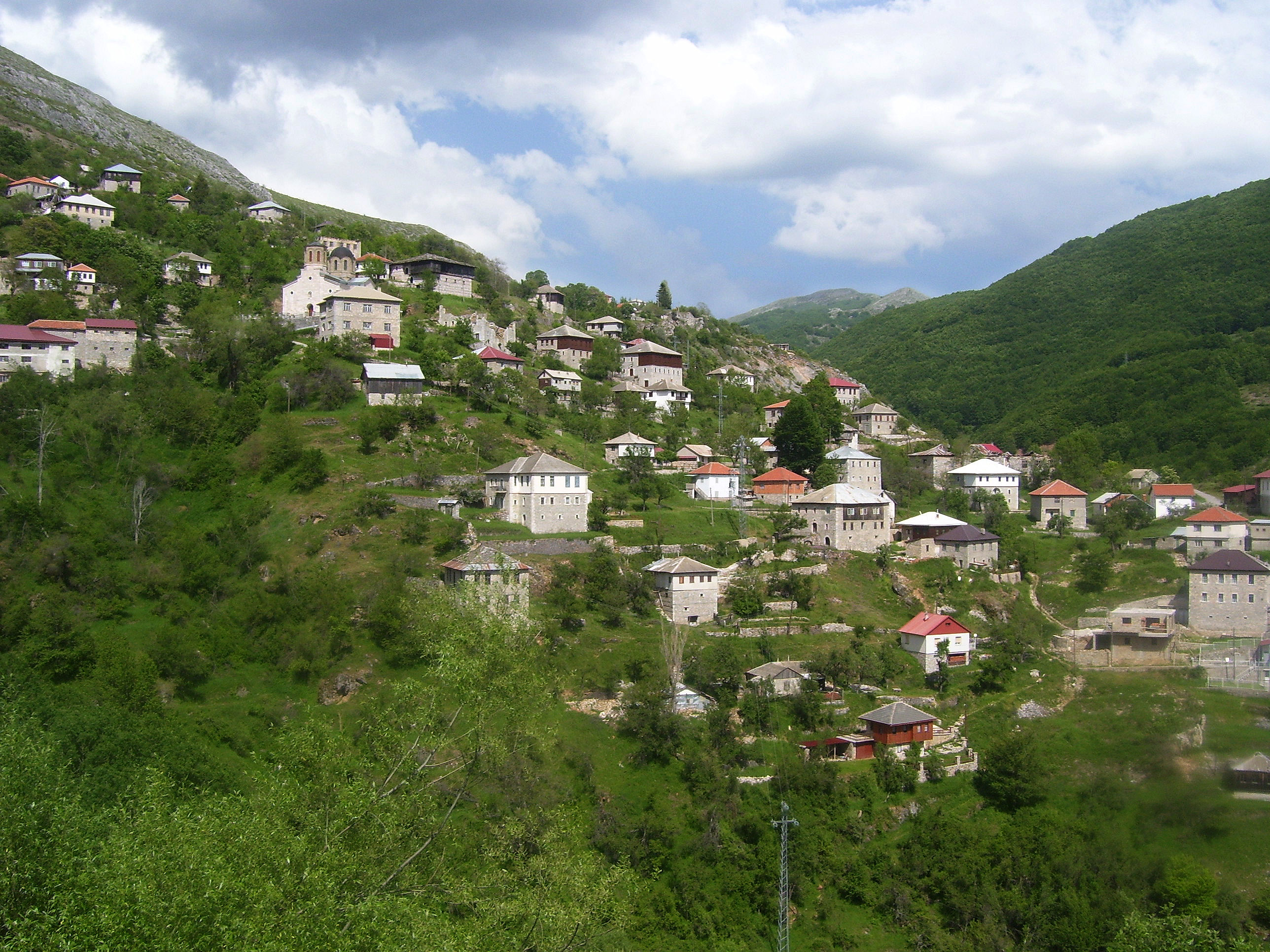
Галичник
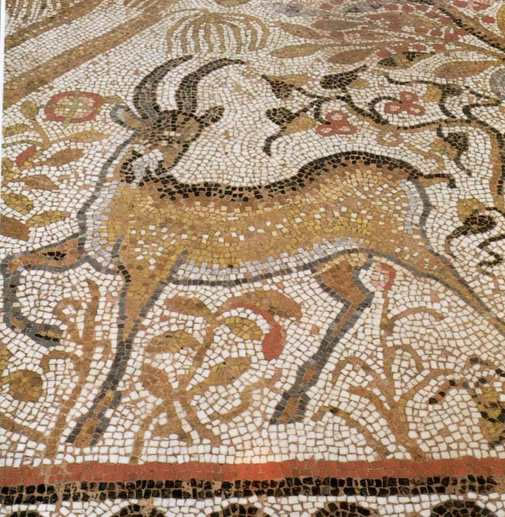
Мозаїка в храмі Геракла
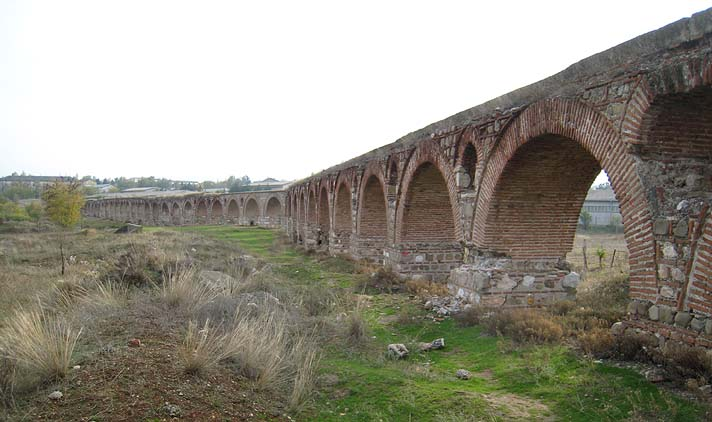
Акведук у Скоп'є